# 林大輝
林大輝（りん たいき、ラム タイファイ、Tai-Fai Lam、1959年11月22日 - ）は、中華人民共和国香港の政治家、実業家、および馬主。

## 来歴
香港の新界元朗区の屏山地区の出身で、達徳学校から香港理工大学へと進学して紡織についてを学んだ。その後およそ25年の間紡織工業界に身を投じ、半島針織集団の経営責任者に就任している。現在は香港紡織商会常務副会長や香港紡織業連合会理事などを兼任している。
また香港の政界においても活動しており、香港特別行政区立法会議員、区域市政局委員、中国人民協商会議メンバーなどを務めている。その他、香港ファーストディビジョンリーグへの所属経験があるチームのオーナーを務めたことがあるほか、自身が創立した林大輝中学などの教育機関も経営している。
香港ジョッキークラブの会員であり、自身の持ち馬には「奇妙」（Fantasy・ファンタジー）および「継続」（Again・アゲイン）の冠名2つを使用している。代表的な所有馬に香港国内G2のスプリントカップで優勝したウルトラファンタジーがいる。同馬は2010年10月に日本へと遠征しており、そこでスプリンターズステークスを制して中央競馬および国際GI競走の初勝利を記録している。